# Círculo polar ártico
El círculo polar ártico es uno de los cinco paralelos principales terrestres. A finales de 2018 se encuentra en el paralelo de latitud 66°33′52″N. Es uno de los dos círculos polares y el más septentrional de los cinco principales círculos de latitud que aparecen en los mapas de la Tierra. Marca el punto más septentrional en el que el centro del sol de mediodía es apenas visible en el solsticio de diciembre y el punto más meridional en el que el centro del sol de medianoche es apenas visible en el solsticio de junio. La región al norte de este círculo se conoce como el Ártico, y la zona justo al sur se llama Zona templada del norte.
Visto desde el Ártico, el Sol está por encima del horizonte durante 24 horas continuas al menos una vez al año (y, por tanto, es visible a medianoche) y por debajo del horizonte durante 24 horas continuas al menos una vez al año (y, por tanto, no es visible al mediodía). Esto también ocurre en la región Antártica, al sur del equivalente del círculo polar antártico.

## Etimología
La palabra ártico proviene del término de la griega ἀρκτικός (arktikos: "cerca de el Oso, septentrional") y de la palabra ἄρκτος (arktos: "oso").

## Verano e invierno. Solsticios

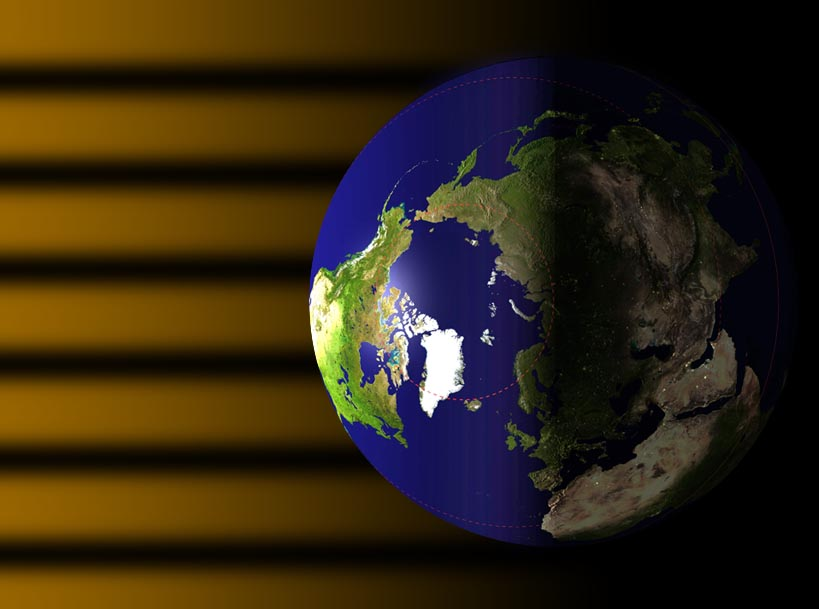
El círculo polar ártico en el solsticio de verano boreal

El círculo ártico delimita el extremo sur del día polar del solsticio de verano y la noche polar del solsticio de invierno.
Dentro del círculo ártico, en el día del solsticio de verano el Sol no se pone durante las 24 horas. En el solsticio de invierno, el Sol no sale durante las 24 horas.
De hecho, debido a la refracción atmosférica y porque el sol aparece como un disco (de unos 16′ de semidiámetro) y no como un punto, en la noche del solsticio de verano, alrededor de la medianoche, el sol aún puede verse a unos 50′ (90 km) al sur del círculo polar ártico geométrico. De forma similar, en el día del solsticio de invierno se puede ver parte del sol a unos 50′ al norte del círculo polar ártico geométrico. Esto ocurre así al nivel del mar; los límites se incrementan con la elevación, por encima de esa altura.

## Sol de medianoche y noche polar

Relación de la inclinación axial de la Tierra (ε) con los círculos tropicales y polares

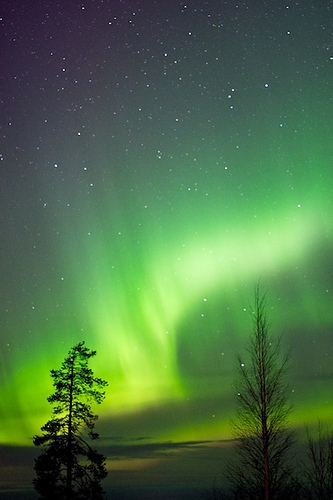
Por la noche, las auroras boreales brillantes son una vista bastante común en el círculo polar ártico. Imagen de la aurora boreal en Rovaniemi

El círculo polar ártico es la latitud más meridional del Hemisferio Norte en la que el centro del sol puede permanecer continuamente por encima o por debajo del horizonte durante veinticuatro horas; como resultado, al menos una vez al año en cualquier ubicación dentro del Círculo polar ártico el centro del sol es visible a la medianoche local, y al menos una vez el centro es no visible al mediodía local.
Directamente en el círculo polar ártico estos eventos ocurren, en principio, exactamente una vez al año: en el junio y en el diciembre, respectivamente. Sin embargo, debido a la refracción atmosférica y a los espejismos, y también porque el sol aparece como un disco y no como un punto, parte del sol de medianoche puede verse en la noche del solsticio de verano septentrional hasta unos 50 minutos (′) (90 km (55,9 mi)) al sur del círculo polar ártico; del mismo modo, el día del solsticio de invierno septentrional, parte del sol puede verse hasta unos 50′ al norte del círculo polar ártico. Esto es así a nivel del mar; esos límites aumentan con la elevación sobre el nivel del mar, aunque en las regiones montañosas a menudo no hay una visión directa del verdadero horizonte.

## Movimiento del círculo polar ártico

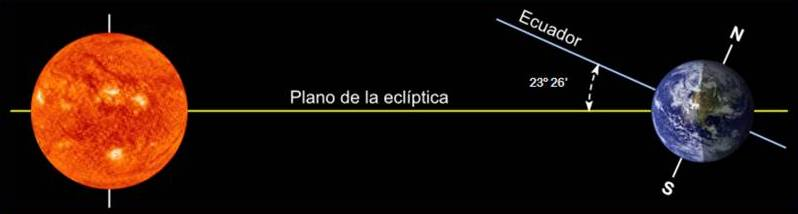
Inclinación del eje de rotación de la Tierra respecto a la eclíptica

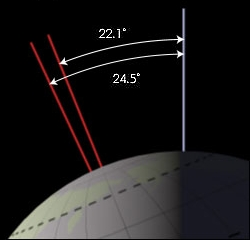
Variación de la inclinación del eje de rotación de la Tierra

Movimiento de precesión

La latitud del círculo polar ártico está determinada por la inclinación del eje de rotación de la tierra con respecto a la eclíptica. El ángulo no es constante, sino que tiene un movimiento complejo determinado por muchos ciclos de periodos, desde cortos a muy largos. El ciclo de mayor duración tiene un periodo de 41 000 años con una amplitud de 2,4°, equivalente a 267 kilómetros en la superficie.
La nutación (del latín nutare, cabecear u oscilar) es el nombre por el que se conoce la oscilación periódica del polo de la Tierra respecto a su posición media en la esfera celeste, debida a la influencia de la Luna sobre el planeta, similar al movimiento de una peonza (como un trompo) cuando pierde fuerza y está a punto de caerse. La nutación hace que los polos de la Tierra se desplacen unos nueve segundos de arco cada 18,6 años. Por ello, debido a la nutación, la inclinación varía más de 9″ (unos 280 metros en la superficie) en ese periodo.
Actualmente la inclinación está decreciendo en 0,47″ por año, por lo que el círculo polar ártico se está desplazando hacia el norte cerca de 15 metros por año.
La precesión no modifica la oblicuidad, como sí lo hacen:
- la oscilación (de 41 000 años),
- el bamboleo de Chandler, y
- la nutación.[9]

## Habitabilidad humana
Alrededor de cuatro millones de personas viven al norte del círculo polar ártico; sin embargo, algunas áreas han sido pobladas durante miles de años por pueblos indígenas, que hoy constituyen el 10 % de la población de la región. Las comunidades más grandes al norte del círculo polar ártico son: Múrmansk (295 374 habitantes), Norilsk (178 018) y Vorkutá (58 133) en Rusia; Tromsø (75 638), Bodø (52 357) y Harstad (24 703) en Noruega; y Kiruna (22 841) en Suecia. Rovaniemi (62 667), unos 6 km al sur de la línea, es el asentamiento más grande en las inmediaciones del círculo polar ártico en Finlandia. Salejard (51 186), en Rusia, es la única ciudad del mundo ubicada exactamente en la línea que constituye el círculo polar ártico.
La comunidad norteamericana más grande al norte del círculo polar ártico, Sisimiut (Groenlandia), tiene aproximadamente 5000 habitantes. En los Estados Unidos, Utqiaġvik, Alaska, es el asentamiento más grande al norte del círculo polar ártico con unos 4000 habitantes. La comunidad más grande de este tipo en Canadá es Inuvik, en los Territorios del Noroeste, donde viven 3200 personas.

## Poblaciones árticas
Si bien la mayor parte del círculo polar ártico está ocupada por el océano Glacial Ártico, existen zonas de tierra habitadas. Algunos países con una parte importante de su territorio dentro del círculo polar ártico son:
| \| Coordenadas \| País, territorio o mar \| Notas \| \| ----------------------------------- \| ---------------------- \| ----------------------------------------------------------------------- \| \| 66°34′N 000°00′E / 66.567, 0.000 \| Océano Ártico \| Mar de Noruega \| \| 66°34′N 012°48′E / 66.567, 12.800 \| Noruega \| Nordland \| \| 66°34′N 015°31′E / 66.567, 15.517 \| Suecia \| Provincia de Norrbotten \| \| 66°34′N 023°51′E / 66.567, 23.850 \| Finlandia \| Laponia finlandesa \| \| 66°34′N 029°28′E / 66.567, 29.467 \| Rusia \| República de Carelia Óblast de Murmansk \| \| 66°34′N 033°25′E / 66.567, 33.417 \| Mar Blanco \| Golfo de Kandalakcha \| \| 66°34′N 034°28′E / 66.567, 34.467 \| Rusia \| Óblast de Murmansk – 7 km \| \| 66°34′N 034°38′E / 66.567, 34.633 \| Mar Blanco \| Golfo de Kandalakcha \| \| 66°34′N 035°00′E / 66.567, 35.000 \| Rusia \| Óblast de Murmansk (Península de Kola) \| \| 66°34′N 040°42′E / 66.567, 40.700 \| Mar Blanco \| \| \| 66°34′N 044°23′E / 66.567, 44.383 \| Rusia \| Nenetsia Komi Yamalo-Nenets \| \| 66°34′N 071°05′E / 66.567, 71.083 \| Golfo del Obi \| \| \| 66°34′N 072°27′E / 66.567, 72.450 \| Rusia \| Yamalo-Nenets Krai de Krasnoyarsk República de Sajá Chukotka \| \| 66°34′N 171°01′O / 66.567, -171.017 \| Océano Ártico \| Mar de Chukotka \| \| 66°34′N 164°38′O / 66.567, -164.633 \| Estados Unidos \| Alaska (Península de Seward) \| \| 66°34′N 163°44′O / 66.567, -163.733 \| Océano Ártico \| Kotzebue Sound \| \| 66°34′N 161°56′O / 66.567, -161.933 \| Estados Unidos \| Alaska – a través del Lago Selawik \| \| 66°34′N 141°00′O / 66.567, -141.000 \| Canadá \| Yukon Territorios del Noroeste – a través del Gran Lago del Oso Nunavut \| \| 66°34′N 082°59′O / 66.567, -82.983 \| Hudson Bay \| Foxe Basin \| \| 66°34′N 073°25′O / 66.567, -73.417 \| Canadá \| Nunavut (Baffin Island – a través del Lago Nettilling) \| \| 66°34′N 061°24′O / 66.567, -61.400 \| Océano Atlántico \| Estrecho de Davis \| \| 66°34′N 053°16′O / 66.567, -53.267 \| Groenlandia \| \| \| 66°34′N 034°09′O / 66.567, -34.150 \| Océano Atlántico \| Estrecho de Dinamarca Mar de Groenlandia \| \| 66°34′N 018°01′O / 66.567, -18.017 \| Islandia \| Isla de Grímsey \| \| 66°34′N 017°59′O / 66.567, -17.983 \| Océano Atlántico \| Mar de Groenlandia Mar de Noruega \| |                        |                                                                         |
| Coordenadas | País, territorio o mar | Notas                                                                   |
| 66°34′N 000°00′E / 66.567, 0.000 | Océano Ártico          | Mar de Noruega                                                          |
| 66°34′N 012°48′E / 66.567, 12.800 | Noruega                | Nordland                                                                |
| 66°34′N 015°31′E / 66.567, 15.517 | Suecia                 | Provincia de Norrbotten                                                 |
| 66°34′N 023°51′E / 66.567, 23.850 | Finlandia              | Laponia finlandesa                                                      |
| 66°34′N 029°28′E / 66.567, 29.467 | Rusia                  | República de Carelia Óblast de Murmansk                                 |
| 66°34′N 033°25′E / 66.567, 33.417 | Mar Blanco             | Golfo de Kandalakcha                                                    |
| 66°34′N 034°28′E / 66.567, 34.467 | Rusia                  | Óblast de Murmansk – 7 km                                               |
| 66°34′N 034°38′E / 66.567, 34.633 | Mar Blanco             | Golfo de Kandalakcha                                                    |
| 66°34′N 035°00′E / 66.567, 35.000 | Rusia                  | Óblast de Murmansk (Península de Kola)                                  |
| 66°34′N 040°42′E / 66.567, 40.700 | Mar Blanco             |                                                                         |
| 66°34′N 044°23′E / 66.567, 44.383 | Rusia                  | Nenetsia Komi Yamalo-Nenets                                             |
| 66°34′N 071°05′E / 66.567, 71.083 | Golfo del Obi          |                                                                         |
| 66°34′N 072°27′E / 66.567, 72.450 | Rusia                  | Yamalo-Nenets Krai de Krasnoyarsk República de Sajá Chukotka            |
| 66°34′N 171°01′O / 66.567, -171.017 | Océano Ártico          | Mar de Chukotka                                                         |
| 66°34′N 164°38′O / 66.567, -164.633 | Estados Unidos         | Alaska (Península de Seward)                                            |
| 66°34′N 163°44′O / 66.567, -163.733 | Océano Ártico          | Kotzebue Sound                                                          |
| 66°34′N 161°56′O / 66.567, -161.933 | Estados Unidos         | Alaska – a través del Lago Selawik                                      |
| 66°34′N 141°00′O / 66.567, -141.000 | Canadá                 | Yukon Territorios del Noroeste – a través del Gran Lago del Oso Nunavut |
| 66°34′N 082°59′O / 66.567, -82.983 | Hudson Bay             | Foxe Basin                                                              |
| 66°34′N 073°25′O / 66.567, -73.417 | Canadá                 | Nunavut (Baffin Island – a través del Lago Nettilling)                  |
| 66°34′N 061°24′O / 66.567, -61.400 | Océano Atlántico       | Estrecho de Davis                                                       |
| 66°34′N 053°16′O / 66.567, -53.267 | Groenlandia            |                                                                         |
| 66°34′N 034°09′O / 66.567, -34.150 | Océano Atlántico       | Estrecho de Dinamarca Mar de Groenlandia                                |
| 66°34′N 018°01′O / 66.567, -18.017 | Islandia               | Isla de Grímsey                                                         |
| 66°34′N 017°59′O / 66.567, -17.983 | Océano Atlántico       | Mar de Groenlandia Mar de Noruega                                       |

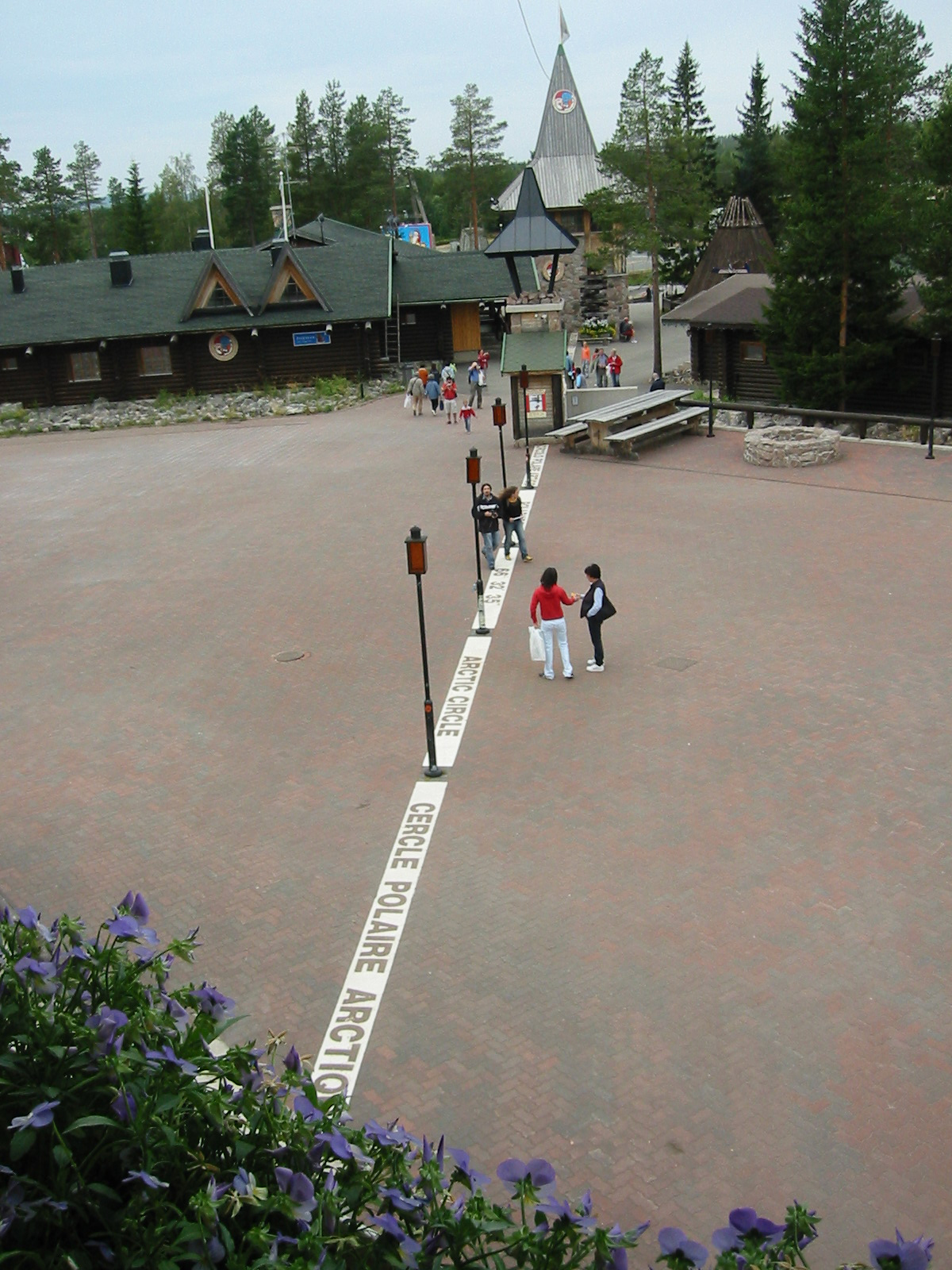
El límite del círculo polar ártico en el Poblado de Papá Noel en Rovaniemi, Finlandia.

Islandia también tiene parte de su territorio dentro del círculo polar ártico, pero menos de 1 km². Esta área está en algunas pequeñas islas, de las cuales solo una, Grímsey, está habitada.
Debido a que solo se han estudiado fragmentos del Ártico, con rompehielos o submarinos nucleares, diversos países están organizando nuevas expediciones cartográficas para reclamar el mayor territorio posible. Solo allí convergen los límites de cinco países —Rusia, Canadá, Dinamarca (Groenlandia), Noruega y Estados Unidos—, de la misma forma que los gajos de una naranja se encuentran en el centro.